# Паулет, Чарльз, 1-й герцог Болтон
Чарльз Паулет, 1-й герцог Болтон (англ. Charles Paulet, 1st Duke of Bolton; ок. 1630 — 27 февраля 1699) — английский аристократ и политик, дважды заседал в Палате общин Англии в 1660, 1661—1675 годах.
Титулы: 1-й герцог Болтон (с 9 апреля 1689), 6-й маркиз Уинчестер (с 5 марта 1675), 6-й граф Уилтшир (с 5 марта 1675) и 6-й барон Сент-Джон из Бейзинга (с 5 марта 1675).

## Происхождение

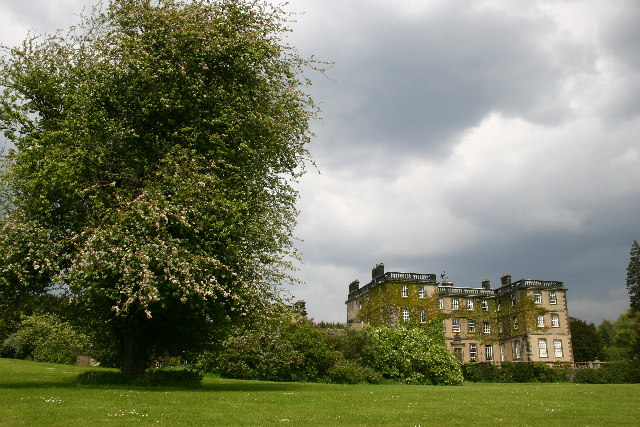
Болтон-Холл, Северный Йоркшир, был восстановлен после пожара 1902 года

Родился около 1630 года. Единственный сын Джона Паулета, 5-го маркиза Уинчестера (ок. 1598—1675), и его первой жены Джейн Сэвидж (? — 1631).

## Карьера
Полет сменил своего отца на посту шестого маркиза Уинчестера в 1675 году. Он был депутатом Палаты общин от Уинчестера в 1660 году, а затем от Гэмпшира с 1661 по 5 марта 1675 года . До наследования маркизата он носил с 1655 года титул лорда Сент-Джона.
Он занимал следующие должности:
- Мировой судья Гэмпшира с июля 1660, Йоркшира (Норт-Райдинг) с 1664, Суррея, Мидлсекса и Вестминстера с 1671 (Ист-Райдинг) 1680—1685
- Комиссар по оценке, Гемпшир, август 1660—1675, Норт-Райдинг, 1663—1675, Уэст-Райдинг и Ист-Райдинг и графство Дарем, 1673-5
- Комиссар по делам лояльных и неимущих офицеров, Гэмпшир 1662
- Лорд-лейтенант Гэмпшир 1667—1676, 1689—1699;
- Смотритель Нью-Фореста 1668—1676, 1689—1699
- Верховный лорд Уинчестера, 1669—1684
- Хранитель рукописей (Custos rotulorum) Гэмпшира 1670—1676, 1689—1699
- Хранитель Королевской ложи, Питершем, с 1671
- Комиссар по делам самоотводов, Гэмпшир 1675
- Полковник конного и пешего ополчения в 1697—1699 годах
- Тайный советник 22 апреля 1679—1699
- Пехотный полковник 1689—1698

Поддержав притязания Вильгельма Оранского и Марии на английский трон в 1688 году, он был восстановлен в Тайном совете и в должности лорда-лейтенанта Гэмпшира. Ему был пожалован титул 1-го герцога Болтона 9 апреля 1689 года. Он построил Болтон-Холл, Северный Йоркшир в 1678 году.

## Личность
Эксцентричный человек, враждебно настроенный к лорду Галифаксу, а затем к герцогу Мальборо, он, как говорят, путешествовал в течение 1687 года с четырьмя каретами и 100 всадниками, спал днем и устраивал развлечения по ночам. Его приверженность к англиканской церкви во взрослой жизни была описана как большой удар по римско-католической общине: его отец (с которым его отношения никогда не были хорошими) открыто исповедовал римско-католическую веру и использовал свое богатство и влияние для защиты католиков в графстве Гэмпшир.
В 1666 году он ненадолго скрылся после того, как ввязался в публичную драку в Вестминстер-холле с сэром Эндрю Хенли, 1-м баронетом. Они дрались на виду у Суда общей юрисдикции, таким образом, были виновны в неуважении к суду. Оба мужчины вовремя получили королевское помилование. Полет, который признался, что нанес первый удар, объяснил, что в то время он был «в состоянии аффекта». Точная причина ссоры неизвестна. Сэмюэл Пипс, который записал этот инцидент в большом дневнике, отметил, что жаль, что Эндрю Хенли отомстил, потому что в противном случае судьи могли бы расправиться с Чарльзом Паулетом, о котором Пипс был плохого мнения, как он того заслуживал. Несмотря на его недостатки, его обаяние и приветливость сделали его многочисленным другом.

## Браки и дети
Чарльз Паулет был дважды женат. 28 февраля 1652 года он женился первым браком на Кристиан Фрешвилл (13 декабря 1633 — 22 мая 1653), дочери Джона Фрешвилла, 1-го барона Фрешвилла из Стейвли, Дербишир, и Сары Харрингтон. У супругов родился один сын, умерший в мае 1653 года. Кристиан, леди Сент-Джон, умерла 22 мая 1653 года при родах и была похоронена вместе со своим младенцем в Стейвли, Дербишир.
12 февраля 1655 года в Лондоне Чарльз Паулет вторым браком женился на Мэри Скроуп (до 1630 — 1 ноября 1680), внебрачной дочери Эммануила Скроупа, 1-го графа Сандерленда, и вдове Генри Кэри, лорда Леппингтона (? — 1649). У супругов было четверо детей:
- Леди Джейн Паулет (ок. 1656 — 23 мая 1716), вышла замуж 2 апреля 1673 года за Джона Эгертона, 3-го графа Бриджуотера[англ.] (1646—1701)
- Леди Мэри Паулет, жена Тобиаса Дженкинса
- Чарльз Паулет, 2-й герцог Болтон (1661 — 21 января 1722), старший сын и преемник отца
- Лорд Уильям Паулет (ок. 1663 — 25 сентября 1729), политик.

Мэри, леди Паулет, умерла 1 ноября 1680 года в Мулене, Алье, Франция, и была похоронена 12 ноября 1680 года в Уэнсли, Йоркшир.

## Смерть
Чарльз Паулет, 1-й герцог Болтон, скоропостижно скончался в Ампорте 27 февраля 1699 года в возрасте 68 лет и был похоронен 23 марта в Бейзинге, Гэмпшир.